# Nationale Orde van Quebec

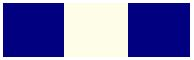
lint

De Nationale Orde van Quebec (Frans: Ordre national du Québec) is een onderscheiding van de Canadese provincie Quebec. Door, anders dan de andere deelstaten van Canada, van een "Nationale" Orde te spreken onderstreept het Franstalige Quebec haar status als een bijzonder gebied binnen Canada.
De op 20 juni 1984 door de Nationale Assemblee van Quebec ingestelde ridderorde wordt, ook postuum, voor bijzondere verdiensten verleend. Het publiek wordt in advertenties opgeroepen om voordrachten te doen. De premier van Quebec heeft het recht om ook buitenlanders te decoreren.
De orde beloont vaak loyaliteit aan Quebec en wordt daarom geregeld aan Franstalige kunstenaars en politici verleend.

## De drie graden van de Nationale Orde van Quebec
Grootofficier (grand officier)Zij dragen de gouden onderscheiding aan een lint om de hals en mogen de letters GOQ achter hun naam voeren.
Officier (officier)Zij dragen de zilveren onderscheiding aan een lint om de hals en mogen de letters OQ achter hun naam voeren.
Ridder (chevalier)Zij dragen de zilveren onderscheiding aan een lint op de linkerborst en mogen de letters CQ achter hun naam voeren.

## Enige (ook in Nederland en België) bekende leden
Grootofficieren
- Brian Mulroney (2002), premier van Canada
- Céline Dion (1998), zangeres
- Oscar Peterson (1991), jazzpianist
- Charles Dutoit (1995), dirigent

Officieren
- Raymond Barre (1986), premier van Frankrijk
- Jacques Chirac (1987), destijds burgemeester van Parijs
- Laurent Fabius (1986), premier van Frankrijk
- Alain Juppé (1996), premier van Frankrijk
- Jordi Pujol i Soley (1996), president van de Generalitat de Catalunya (Catalonië)
- Lionel Jospin (1998), premier van Frankrijk
- Alain Peyrefitte (1998), Frans politicus
- Philippe Séguin (2000), voorzitter van de Franse Tweede Kamer
- Jean-Pierre Raffarin (2003), premier van Frankrijk
- Michel Rocard (2000), premier van Frankrijk
- Edmund Stoiber (2003), premier van de Vrijstaat Beieren

Ridders
- Gérard Depardieu (2002), acteur en wijnboer
- Franco Dragone (2002), regisseur
- Julie Payette (2000), astronaut